# Герхард II (граф Гелдерна)
Герхард II Высокий (около 1090/1095 — 16 октября 1131 года), граф Гелдерна (до 1129—1131), сын Герхарда I, графа Гелдерна.

## Биография

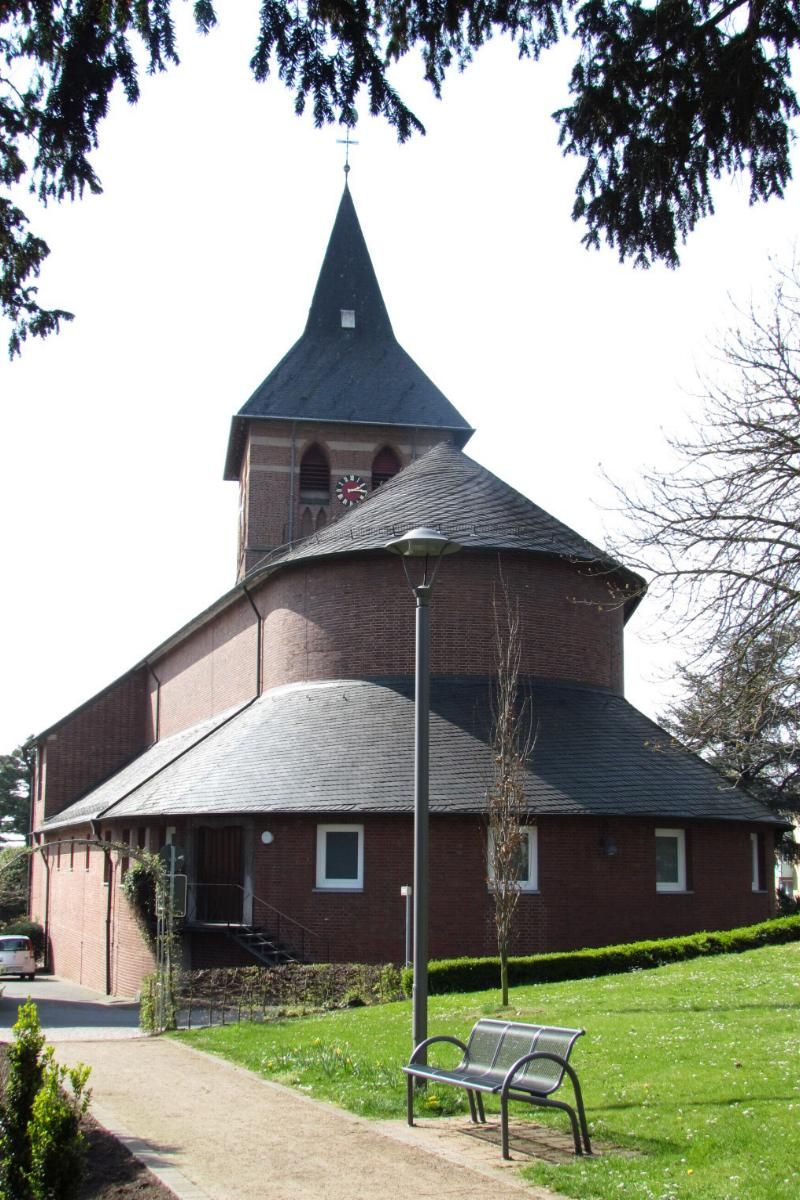
Церковь святого Георгия основанная Герхардом II вместе с отцом

Упоминается в документах с 1112 года. Был соправителем отца как граф Вассенберга и Гелдерна. В 1118 году вместе с отцом основал базилику святого Георгия в Вассенберге. С 8 марта 1129 года в документах упоминается только один граф Герхард (иногда с прозвищем Высокий), предполагается, что до этого момента Герхард I умер, и Герхард II стал править единолично, однако возможно, что умер как раз Герхард II, а его отец дожил до 1131 года. Последний раз Герхард, граф Гелдерна, упоминается 29 марта 1131 года.

## Брак и дети
Герхард взял в жены Ирменгарду (умерла 1134/1138), дочь графа Оттона II, графа Цютфена и его жены Юдит. Дети:
- Генрих, граф Гельдерна и Цютфена
- Саломея, муж: Генрих I, граф Вильдесхаузена

После смерти Герхарда Ирменгарда вышла замуж за Конрада II Люксембургского.